# 山藍鴝
山藍鴝（學名：Sialia currucoides；英語：mountain bluebird）是蓝鸲属的一種小鳥，體重平均30克（1.1盎司），體長16—20（6.3—7.9英寸）。雄性除去腹部外，通體藍色。雌性體色則較為黯淡。它分佈于北美洲中西部，是美國愛達荷州和內華達州的州鳥。

## 外部連接
- Mountain Bluebird Information and Awareness （页面存档备份，存于）
- North American Bluebird Society
- 互聯網鳥類收藏上有关Mountain bluebird的錄像、照片和音頻
- VIREO上Mountain bluebird的圖片